# 阿尔贝·吕斯特
阿尔贝·吕斯特（法語：Albert Rust，1953年10月10日—），法国男子足球运动员，司职守门员。他曾代表法国国家队参加1984年夏季奥林匹克运动会足球比赛，获得一枚金牌。